# قضاء الأعظمية
قضاء الأعظمية هو قضاء في شمال محافظة بغداد عاصمة العراق ومركزه مدينة الأعظمية، مساحته 25.36 كيلومتراً مربعاً حتى سنة 2018، يرأس القضاء قائممقام ويُسمى منصبه الإداري قائممقاميّة، وحالياً عصام مصطفى العبيدي هو قائممقام الأعظمية.

## الأحياء

قضاء الأعظمية المصغّر بعد سنة 2016 المحدود باللون الأزرق النيلي

الأحياء التابعة لهذا القضاء وتعدادها السكاني
- حي الأعظمية -(300 ألف نسمة)
- حي الشماسية -(20 ألف نسمة)
- حي المغرب -(40 ألف نسمة)
- حي الوزيرية -(80 الف نسمة)
- حي الربيع -(50 ألف نسمة)
- حي القاهرة -(150 ألف نسمة)
- حي تونس -(120 ألف نسمة)
- حي الفحامة -(30 ألف نسمة) - أُلحق بقضاء الشعب سنة 2016
- حي البساتين -(25 ألف نسمة) - أُلحق بقضاء الشعب سنة 2016
- حي سبع قصور -(260 ألف نسمة) - أُلحق بقضاء الشعب سنة 2016
- حي أور -(340 ألف نسمة) - أُلحق بقضاء الشعب سنة 2016
- حي البيضاء -(20 ألف نسمة) - أُلحق بقضاء الشعب سنة 2016
- حي بوب الشام -(200 ألف نسمة) - أُلحق بقضاء الحسينية

## التقسيم الإداري
| القسم الإداري                                                                          | المساحة كم | السكان      |
| -------------------------------------------------------------------------------------- | ---------- | ----------- |
| *1) مركز قضاء الأعظمية، ويتبع له                                                       |            |             |
| ** الأعظمية                                                                            |            |             |
| ** الصليخ                                                                              |            |             |
| ** راغبة خاتون                                                                         |            |             |
| ** سبع أبكار والدهاليك مقاطعة 23 و 24                                                  |            |             |
| ** الكريعات                                                                            |            |             |
| ** مقاطعة نجيب باشا                                                                    |            |             |
| ** القاهرة                                                                             |            |             |
| ** حي البيضاء وأقصى شمال مقاطعة الصليخ رقم 5 قرب جامع بدرية الرواف.                    |            |             |
| ** الوزيرية                                                                            |            |             |
| مجموع مركز قضاء الأعظمية                                                               | 29 كم      |             |
| *2)ناحية الراشدية                                                                      | 138 كم     |             |
| *3) ناحية الفحامة، وتتبع لها                                                           |            |             |
| ** أراضي سبع أبكار السيفية مقاطعة 16                                                   |            |             |
| ** بزايز الثعالبة، المقاطعة رقم 9، ابتداءً من قرب جامع الجهاد جنوباً إلى حدود بوب الشام. |            |             |
| ** الجفتلك وهور الصكلاوية                                                              |            |             |
| ** بوب الشام                                                                           |            |             |
| ** بزايز السريدات والمريزات والمعامر                                                   |            |             |
| ** الكميرة والفحامة                                                                    |            |             |
| ** سريدات والفحامة                                                                     |            |             |
| مجموع ناحية الفحامة                                                                    | 90 كم      | 421474 نسمة |
| مجموع قضاء الأعظمية                                                                    | 257 كم     |             |

### مقاطعات الأعظمية
تاريخياً يشمل قضاء الأعظمية المقاطعات المرقمة من 1 إلى 37 بالترتيب، ثم استثنيت منها المقاطعة 3 و 4 و 12 و 17 و 38 ليتم إلحاقها إدارياً بقضاء الثورة وقضاء الرصافة والكرادة الشرقية.

### محلات الأعظمية
تشمل الأعظمية المحلات المرقمة من 301 إلى 399، ثم اقتطعت منها محلات أصبحت جزءا من قضاء الشعب.

## سكان القضاء
| السنة | السكان |
| ----- | ------ |
| 1947  | 77524  |
| 1957  | 173779 |
| 1965  | 583685 |